# Nedjeljno poslijepodne na otoku La Grande Jatte
Nedjeljno poslijepodne na otoku La Grande Jatte - 1884. (francuski: Un dimanche après-midi à l'Île de la Grande Jatte - 1884) je najpoznatija slika francuskog poentilista Georgesa Seurata koju mnogi kritičari smatraju jednom od najznačajnijih slika 19. stoljeća iz postimpresionizma.

## Odlike
Otok la Grande Jatte, koji se nalazi u naslovu slike, nalazi se na rijeci Seinei u Parizu. Iako je prije bio industrijsko zemljište, danas je otok javni vrt. Godine 1884., otok je bio bukoličko mjesto za odmor od gradskog života.
Seurat je proveo dvije godine slikajući sliku, najviše se fokusirajući na krajolik. Preradio je original, a napravio je mnoge skice i uljane crteže. Seurat je znao satima sjediti u parku i skicirati posjetitelje kako bi im savršeno uhvatio formu. Ponajviše se bavio problemima boje, svjetline i forme. Slika je visoka otprilike 2 (207,6 cm), a široka 3 metra (308 cm).
Motiviran svojom studijom o optičkoj teoriji i teoriji boje, Seurat je kontrastirao minijaturne točkice koje, pomoću optičke unifikacije, u oku gledatelja stvaraju jedinstven lik. Vjerovao je da će taj način slikanja, danas znan kao poentilizam, boje učiniti ljepšima nego što ih čine obični potezi kistom. Kako bi doživljaj slike bio živopisniji, Seurat je slici dodao okvir napravljen od točkica, a na koncu je takvu sliku uokvirio bijelim drvenim okvirom. Slika se danas nalazi izložena u Umjetničkom institutu Chicaga. 